# Subantarktis
Subantarktis er en region på den Sydlige halvkugle, som ligger umiddelbart nord for den Antarktiske region. Det svarer i grove træk til et bælte mellem 46° og 60° sydlig bredde. Den subantarktiske region omfatter mange øer i den sydlige del af det Indiske ocean, Atlanterhavet og Stillehavet, særligt de af dem, som ligger nord for den Antarktiske konvergens. Subantarktiske gletsjere ligger pr. definition på øer inden for den subantarktiske region. Derimod betragtes alle de gletsjere, der findes på det antarktiske kontinent som tilhørende den antarktiske region.

## Geografi
Den subantarktiske region omfatter to geografiske zoner og tre forskellige vejrfronter. Nordgrænse for den subantarktiske region er den vagt definerede subtropiske front (STF), som også kaldes den subtropiske konvergens. Syd for STF har man en geografisk zone, den subantarktiske zone (SAZ). Syd for SAZ ligger den subantarktiske front (SAF), og syd for SAF findes en anden havzone, som kaldes den polare frontalzone (PFZ). SAZ og PFZ afgrænser tilsammen den subantarktiske region. Sydgrænsen for PFZ (og dermed også sydgrænsen for den subantarktiske region) er den antarktiske konvergens, som findes ca. 200 km syd for den antarktiske polarfront (APF).

### Definition af subantarktisk: politisk henholdsvis videnskabeligt
Flere adskilte vandmasser mødes tæt på APF eller antarktiske konvergens (først og fremmest det subantarktiske overfladevand (eller SAMW), det antarktiske overfladevand og det antarktiske middeldybe vand). Dette møde skaber et enestående miljø, der er kendt for sin meget høje havproduktivitet, særligt for mængden af antarktisk krill. Af den grund betragtes alle land- og havområder syd for den antarktiske konvergens som tilhørende den antarktiske front, set fra et klimatologisk, biologisk og hydrologisk synspunkt. Men teksten i det antarktiske traktatsystems artikel VI (Area covered by Treaty = "Traktatens område") fastlægger: "Beslutningerne i den nærværende traktat omfatter området syd for den 60. sydlige breddegrad".
Derfor defineres Antarktis fra et politisk synspunkt som alt land og al shelfis syd for 60° sydlig bredde.

## Flora og fauna
Den Antarktiske økozone og det Antarktiske, floristiske rige omfatter de fleste af de subantarktiske øers indfødte arter. Der er mange endemiske slægter og arter i disse øers flora og fauna.